# Schloss Grub (Grafenwöhr)

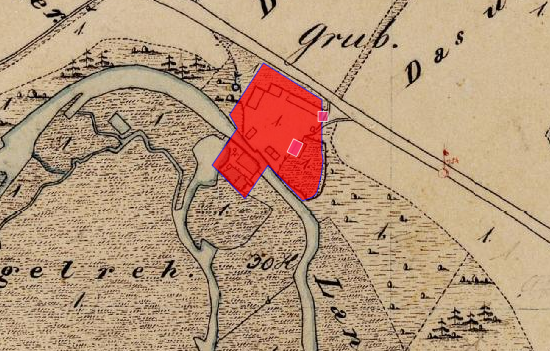
Lageplan von Schloss Grub (Grafenwöhr) auf dem Urkataster von Bayern

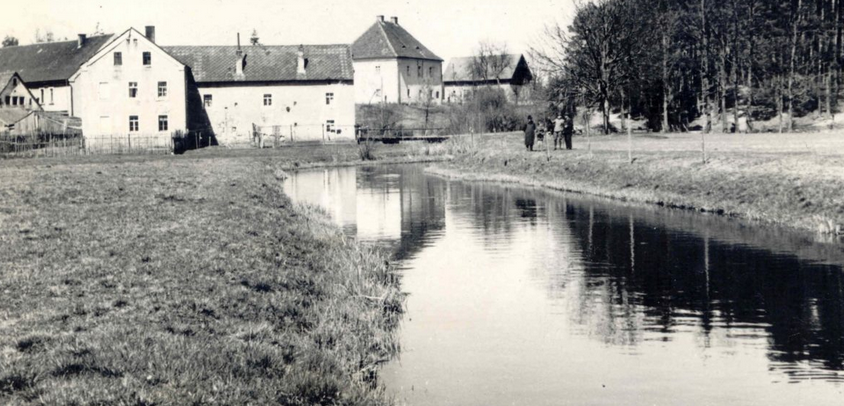
Schloss Grub (Grafenwöhr) um 1900

Das Schloss Grub liegt in Grub (Grub 1), einer Einöde der Stadt Grafenwöhr im oberpfälzischen Landkreis Neustadt an der Waldnaab. Es ist unter der Aktennummer D-3-74-124-36 als Baudenkmal verzeichnet. „Archäologische Befunde und Funde des Mittelalters und der frühen Neuzeit im Bereich des ehem. Hammer- und Hofmarkschlosses Grub“ werden zudem als Bodendenkmal unter der Aktennummer D-3-6337-0010 geführt. Der ehemalige Hammer wurde vom Wasser der Haidenaab betrieben.

## Geschichte
Ein Hammer in Grub wird 1270 erstmals in einem Salbuch zusammen mit dem Hammer von Hütten erwähnt; beide gehörten zum Amt Parkstein. Es handelte sich dabei um einen Blechhammer, der einem gewissen Markhart gehörte. Ab 1440 war dieser über mehrere Generationen im Besitz der Familie Plecher. Die Hammerwerksbesitzer hatten der Herrschaft Gefolgschsftsdienst zu Ross zu leisten und mussten in Notfällen mitsamt der Belegschaft Hilfe leisten. Mitte des 16. Jahrhunderts erwarb Hieronymus Mendel vom Hammerwerk Steinfels die Hämmer Grub und Hammergmünd. Nur wenige Jahre später wurde der Hammer 1563 unter Joseph Löneiß wegen Unrentabilität und einem Rückgang der Eisenindustrie stillgelegt und das Gut wurde nur noch landwirtschaftlich genutzt. Ihm folgt sein Sohn Caspar Löneiß und dem wieder dessen Sohn Balthasar Löneiß.
Nach dem Dreißigjährigen Krieg war das Gut „ganz öd und auf der gant“. 1664 wird es vom Landrichteramt Parkstein versteigert und gelangt nach mehreren Eigentümerwechseln Ende des 17. Jahrhunderts in den Besitz der Familie von Weveld vom Hammerschloss Steinfels. Ein vorheriger Käufer hatte bereits versucht, den verfallenen Blechhammer in einen Eisenhammer umzuwandeln, eine Genehmigung hierzu wurde aber nicht erteilt. Die von Wevelds bewirtschafteten deshalb vorerst die wieder errichtete Mühle sowie ein neues Glaspolierwerk; später kamen ein Sägegatter, ein Schmiedebetrieb, eine Dresch- und Futterschneidemaschine sowie ein Leinsamenstampfer hinzu, die alle vom Wasser der Heidenaab angetrieben wurden. Das Hofmarkschloss ist Anfang des 18. Jahrhunderts abgebrannt, wurde aber 1714 wieder neu errichtet.
1777 brannten durch einen Blitzschlag alle Ökonomiegebäude des Guts ab. Daraufhin wurde das Schleif- und Polierwerk verkauft und Gut und Werk waren von nun an getrennt. 1820 erwarb Gastwirt Anton Prößl aus Hütten das Glaswerk, sein Sohn vergrößerte es und baute Arbeiterwohnungen am Ortsrand von Hütten. 1870 übernahm die Spiegelfabrik Bach aus Fürth für fünfzig Jahre den Betrieb, 1920 war hier für ein Jahr der Handelsmann Schärtel von Mansel. 1921 kaufte Familie Schlör aus Hütten, seit 1839 bereits Gutsbesitzer von Grub, auch das Polierwerk. Damit waren nach rund hundert Jahren Gut und Werk wieder in einer Hand. Allerdings wurde schon ein Jahr später 1922 kein Glas mehr poliert und nur noch bis 1931 Glas geschliffen. Josef Schlör ließ 1926/27 die Haidenaab regulieren, so dass die Wasserkraft für Hütten erlosch. In Grub jedoch wird die Energie der Haidenaab bis heute für Stromerzeugung genutzt. Nach mehreren Generationen der Familie Schlör, übernahm 1957 Eduard Wittmann als Eigentümer den gesamten Betrieb samt Kraftwerk und Säge. Das Gutshaus wurde Anfang der 60er Jahre renoviert und ein neuer Wirtschaftszweig mit dem Abbau und der Veredlung von Kies begonnen. Wittmann legte dabei den Gruber See mit teils künstlichen Inseln an.
1808 wurde durch die Gemeindeedikte aus der Ortschaft Hütten und den Hofmarken Grub und Steinfels die politische Gemeinde Hütten gebildet. 1972 wurde Hütten im Zuge der Gebietsreform als Ortsteil in die Stadt Grafenwöhr eingegliedert.

## Baulichkeit
Das Hofmarkschloss wurde 1714 neu errichtet, nachdem das alte abgebrannt war. Dies ist heute ein bescheidener zweigeschossiger Walmdachbau. Er besitzt Ecklisenen und ein Rundbogenportal, hier findet sich die Jahreszahl „1714“. In den 1960er Jahren wurde das Gebäude stark erneuert.